# Rok Štraus
Rok Štraus, slovenski nogometaš, * 3. marec 1987, Maribor.

## Kariera
Štraus je svojo nogometno kariero začel v mladinski vrsti NK Maribora. Leta 2004 je prestopil v mladinsko vrsto italijanskega Interja, za katero je igral v sezoni 2005. Julija 2005 ga je klub prodal v Messino. Septembra 2005 ga je Messina posodila klubu Rieti, za katerega je igral v zimskem delu sezone 2005. Januarja 2006 je bil ponovno posojen, tokrat klubu Brescia Calcio, za katerega je igral do julija 2006, ko se je vrnil v Messino. Julija 2007 ga je klub prodal v Salernitano. Januarja 2008 je Štraus zapustil Italijo in se vrnil v Slovenijo, kjer je podpisal pogodbo s klubom NK MIK CM Celje. V letih 2014 in 2015 je bil član grškega prvoligaša Ergotelis.